# 리처드 루피노
리처드 루피노(Richard Lupino, 1929년 10월 29일 ~ 2005년 2월 9일)는 미국의 배우, 텔레비전 배우이다.
할리우드에서 태어났다.

## 영화
- 파더 구즈 (1964년)
- 미드나잇 레이스 (1960년)
- 네버 소 퓨 (1959년)
- 로얄 웨딩 (1951년) - 싱잉 엘리베이터 보이 역